# Idioscopus chumphoni
Idioscopus chumphoni är en insektsart som beskrevs av Hongsaprug 1984. Idioscopus chumphoni ingår i släktet Idioscopus och familjen dvärgstritar. Inga underarter finns listade i Catalogue of Life.